# Lista de chefes de governo da Líbia
Esta é uma lista de chefes de governo da Líbia desde a independência em 1951.
Desde a independência, os chefes de governo da Líbia foram os primeiros-ministros (1951-1977), em seguida, os secretários-geral do Comitê Geral do Povo (1977-2011) e, novamente, primeiros-ministros (2011-presente).

## Chefes de Governo da Líbia (1951-presente)
(Datas em itálico indicam a continuação de facto do cargo)
| Mandato | Retrato                                    | Titular                                                                     | Afiliação | Notas                                                                                    |
| --- | ------------------------------------------ | --------------------------------------------------------------------------- | --------- | ---------------------------------------------------------------------------------------- |
| Reino da Líbia |                                            |                                                                             |           |                                                                                          |
| المملكة الليبية (al-Mamlakat al-Lībiyya)                                                                                          |                                            |                                                                             |           |                                                                                          |
| 29 de março de 1951 a 24 de dezembro de 1951                                                                                      |                                            | Mahmud al-Muntasir, Primeiro-ministro interino                              | n-p       | 1º mandato                                                                               |
| 24 de dezembro de 1951 a 19 de fevereiro de 1954                                                                                  | Mahmud al-Muntasir, Primeiro-ministro      |                                                                             | n-p       | 1º mandato                                                                               |
| 19 de fevereiro de 1954 a 12 de abril de 1954                                                                                     |                                            | Muhammad Sakizli, Primeiro-ministro                                         | n-p       |                                                                                          |
| 12 de abril de 1954 a 26 de maio de 1957                                                                                          |                                            | Mustafa Ben Halim, Primeiro-ministro                                        | n-p       |                                                                                          |
| 26 de maio de 1957 a 17 de outubro de 1960                                                                                        |                                            | Abdul Majid Kubar, Primeiro-ministro                                        | n-p       |                                                                                          |
| 17 de outubro de 1960 a 19 de março de 1963                                                                                       |                                            | Muhammad Osman Said, Primeiro-ministro                                      | n-p       |                                                                                          |
| 19 de março de 1963 a 20 de janeiro de 1964                                                                                       |                                            | Mohieddin Fikini, Primeiro-ministro                                         | n-p       |                                                                                          |
| 20 de janeiro de 1964 a 20 de março de 1965                                                                                       |                                            | Mahmud al-Muntasir, Primeiro-ministro                                       | n-p       | 2º mandato                                                                               |
| 20 de março de 1965 a 2 de julho de 1967                                                                                          |                                            | Hussein Maziq, Primeiro-ministro                                            | n-p       |                                                                                          |
| 2 de julho de 1967 a 25 de outubro de 1967                                                                                        |                                            | Abdul Qadir al-Badri, Primeiro-ministro                                     | n-p       |                                                                                          |
| 25 de outubro de 1967 a 4 de setembro de 1968                                                                                     |                                            | Abdul Hamid al-Bakkoush, Primeiro-ministro                                  | n-p       |                                                                                          |
| 4 de setembro de 1968 a 31 de agosto de 1969                                                                                      |                                            | Wanis al-Qaddafi, Primeiro-ministro                                         | n-p       | Deposto em um golpe de Estado                                                            |
| República Árabe da Líbia |                                            |                                                                             |           |                                                                                          |
| الجمهورية العربية الليبية (Al-Jumhuriyya al-`Arabiyyah al-Lībiyya)                                                                |                                            |                                                                             |           |                                                                                          |
| 8 de setembro de 1969 a 16 de janeiro de 1970                                                                                     |                                            | Mahmud Sulayman al-Maghribi, Primeiro-ministro                              | n-p       |                                                                                          |
| 16 de janeiro de 1970 a 16 de julho de 1972                                                                                       |                                            | Coronel Muammar al-Gaddafi, Primeiro-ministro                               | Mil/ASU   |                                                                                          |
| 16 de julho de 1972 a 2 de março de 1977                                                                                          |                                            | Major Abdessalam Jalloud, Primeiro-ministro                                 | Mil/ASU   |                                                                                          |
| Grande Jamahiriya Árabe Popular Socialista da Líbia                                                                               |                                            |                                                                             |           |                                                                                          |
| الجماهيرية العربية الليبية الشعبية الإشتراكية العظمى (Al-Jamāhīriyya al-`Arabiyya al-Lībiyya aš-Ša'biyya al-Ištirākiyya al-`Uẓmā) |                                            |                                                                             |           |                                                                                          |
| 2 de março de 1977 a 2 de março de 1979                                                                                           |                                            | Abdul Ati al-Obeidi, Secretário Geral do Comitê Geral do Povo               | n-p       |                                                                                          |
| 2 de março de 1979 a 16 de fevereiro de 1984                                                                                      |                                            | Jadallah Azzuz at-Talhi, Secretário Geral do Comitê Geral do Povo           | n-p       | 1º mandato                                                                               |
| 16 de fevereiro de 1984 a 3 de março de 1986                                                                                      |                                            | Muhammad az-Zaruq Rajab, Secretário Geral do Comitê Geral do Povo           | n-p       |                                                                                          |
| 3 de março de 1986 a 1 de março de 1987                                                                                           |                                            | Jadallah Azzuz at-Talhi, Secretário Geral do Comitê Geral do Povo           | n-p       | 2º mandato                                                                               |
| 1 de março de 1987 a 7 de outubro de 1990                                                                                         |                                            | Umar Mustafa al-Muntasir, Secretário Geral do Comitê Geral do Povo          | n-p       |                                                                                          |
| 7 de outubro de 1990 a 29 de janeiro de 1994                                                                                      |                                            | Abuzed Omar Dorda, GSecretário Geral do Comitê Geral do Povo                | n-p       |                                                                                          |
| 29 de janeiro de 1994 a 29 de dezembro de 1997                                                                                    |                                            | Abdul Majid al-Qa′ud, Secretário Geral do Comitê Geral do Povo              | n-p       |                                                                                          |
| 29 de dezembro de 1997 a 1 de março de 2000                                                                                       |                                            | Muhammad Ahmad al-Mangoush, Secretário Geral do Comitê Geral do Povo        | n-p       |                                                                                          |
| 1 de março de 2000 a 14 de junho de 2003                                                                                          |                                            | Imbarek Shamekh, Secretário Geral do Comitê Geral do Povo                   | n-p       |                                                                                          |
| 14 de junho de 2003 a 5 de março de 2006                                                                                          |                                            | Shukri Ghanem, Secretário Geral do Comitê Geral do Povo                     | n-p       |                                                                                          |
| 5 de março de 2006 a 23 de agosto de 2011                                                                                         |                                            | Baghdadi Mahmudi, Secretário Geral do Comitê Geral do Povo                  | n-p       | Deposto na Guerra Civil Líbia                                                            |
| Conselho Nacional de Transição |                                            |                                                                             |           |                                                                                          |
| المجلس الوطني الانتقالي (Al-Majlis al-Waṭanī al-Intiqālī)                                                                         |                                            |                                                                             |           |                                                                                          |
| 5 de março de 2011 a 23 de março de 2011                                                                                          |                                            | Mahmoud Jibril, Chefe da Equipe Executiva do Conselho Nacional de Transição | n-p       | Na rebelião de 23 de agosto de 2011                                                      |
| 23 de março de 2011 a 23 de outubro de 2011                                                                                       | Mahmoud Jibril, Primeiro-ministro interino |                                                                             | n-p       | Na rebelião de 23 de agosto de 2011                                                      |
| 23 de outubro de 2011 a 24 de novembro de 2011                                                                                    |                                            | Ali Tarhouni, Primeiro-ministro em exercício                                | n-p       |                                                                                          |
| 24 de novembro de 2011 a 8 de agosto de 2012                                                                                      |                                            | Abdurrahim El-Keib, Primeiro-ministro interino                              | n-p       |                                                                                          |
| Congresso Geral Nacional |                                            |                                                                             |           |                                                                                          |
| المؤتمر الوطني العام (al-Mu’tamar al-Waṭanī al-‘āmm)                                                                              |                                            |                                                                             |           |                                                                                          |
| 8 de agosto de 2012 a 14 de novembro de 2012                                                                                      |                                            | Abdurrahim El-Keib, Primeiro-ministro interino                              | n-p       |                                                                                          |
| 14 de novembro de 2012 a 9 de janeiro de 2013                                                                                     |                                            | Ali Zeidan, Primeiro-ministro                                               | NPFDW     |                                                                                          |
| Estado da Líbia |                                            |                                                                             |           |                                                                                          |
| دولة ليبيا (Dawlat Libya) |                                            |                                                                             |           |                                                                                          |
| 9 de janeiro de 2013 a 11 de março de 2014                                                                                        |                                            | Ali Zeidan, Primeiro-ministro                                               | NPFDW     | Brevemente sequestrado por homens armados durante a tentativa de golpe de Estado de 2013 |
| 11 de março de 2014 a 8 de abril de 2014                                                                                          |                                            | Abdullah al-Thani, Primeiro-ministro em exercício                           | n-p       | disputado                                                                                |
| 8 de abril de 2014 a Presente | Abdullah al-Thani, Primeiro-ministro       |                                                                             | n-p       | disputado                                                                                |
| 25 de maio de 2014 a 9 de junho de 2014                                                                                           |                                            | Ahmed Maiteeq, Primeiro-ministro                                            |           | disputado                                                                                |
| 6 de setembro de 2014 a 31 de março de 2015                                                                                       |                                            | Omar al-Hasi, Primeiro-ministro                                             |           | disputado                                                                                |
| 31 de março de 2015 a Presente |                                            | Khalifa al-Ghawi, Primeiro-ministro interino                                |           | disputado                                                                                |
| 5 de abril de 2016 - 15 de março de 2021                                                                                          |                                            | Fayez Al - Serraj, Primeiro-ministro interino                               |           | disputado/ Reconhecido pela ONU                                                          |